# Włodzimierz II Monomach
Włodzimierz II Monomach (starorus. Володимѣръ Мономахъ, imię przyjęte na chrzcie: Wasyl) (ur. 1053, zm. 19 maja 1125) – wielki książę Rusi Kijowskiej (1113–1125), uznawany za jednego z najbardziej zasłużonych władców tego państwa. Ojciec Jerzego Dołgorukiego uznawanego za założyciela Moskwy.

## Życiorys
Był synem Wsiewołoda I Jarosławowicza i Anny Monomach, prawdopodobnie krewnej cesarza Konstantyna IX Monomacha. Pokrewieństwo z władcą bizantyjskim zapewniało mu uznanie międzynarodowe i zarazem ułatwiało prowadzenie dyplomacji.
Włodzimierz według jego własnych słów przeprowadził 83 kampanie wojskowe i 13 razy zawierał pokój z Połowcami. Początkowo w walkach wspierał go jego kuzyn Oleg Świętosławowicz. Sytuacja uległa zmianie po tym jak Świętopełk II przekazał Włodzimierzowi Czernihów, dotąd rządzony przez Olega. Ten zerwał sojusz i zawarł układ z Połowcami mający umożliwić mu odbicie miasta. Doprowadziło to do serii wojen i konfliktów kontynuowanych przez potomków obydwu władców. 
Od 1094 roku głównym patrymonium Włodzimierza był Perejasław. Kontrolował również Rostów, Suzdal i inne prowincje północne. Na ziemiach tych założył kilka miast, w tym nazwany jego imieniem Włodzimierz nad Klaźmą. Władca podjął próby zjednoczenia książąt Rusi w walce przeciw Połowcom. W tym celu zorganizował dwa kongresy: w Lubeczu w 1097 i w Dołobsku w 1103. 
Kiedy w 1113 zmarł Świętopełk II doszło do buntu mieszkańców Kijowa, którzy powołali na księcia Włodzimierza. Ten zgodził się przejąć władzę i pozostał księciem kijowskim aż do śmierci. Z instrukcji, którą wysłał do swoich dzieci wiemy o przeprowadzonych przez Włodzimierza reformach, mających na celu zmniejszenie napięć społecznych w stolicy.
Włodzimierz zmarł w 1125 i został pochowany w soborze Mądrości Bożej (Sofijskim) w Kijowie. Potomni często określali okres jego rządów mianem złotego wieku tego miasta.

## Małżeństwa i potomkowie
Włodzimierz był trzykrotnie żonaty:
- z Gythą z Wesseksu. Z pierwszego małżeństwa pochodzili:
  - następca tronu Mścisław I Harald
  - Izjasław (zm. 1096, książę kurski)
  - Światosław (1079–1114, książę smoleński)
  - Jaropełk Włodzimierzowic (książę kijowski)
  - Wiaczesław Włodzimierzowic

- NN. Z drugiego związku pochodzili: 
  - założyciel Moskwy Jerzy Dołgoruki
  - Eufemia, późniejsza żona króla Węgier Kolomana
  - Maryca (Maria), oddana za żonę pretendentowi do bizantyjskiego tronu, Leonowi Diogenesowi.

- ostatnią prawdopodobnie była Jefimia – córka chana połowieckiego Aepy.